# Silja Vöneky

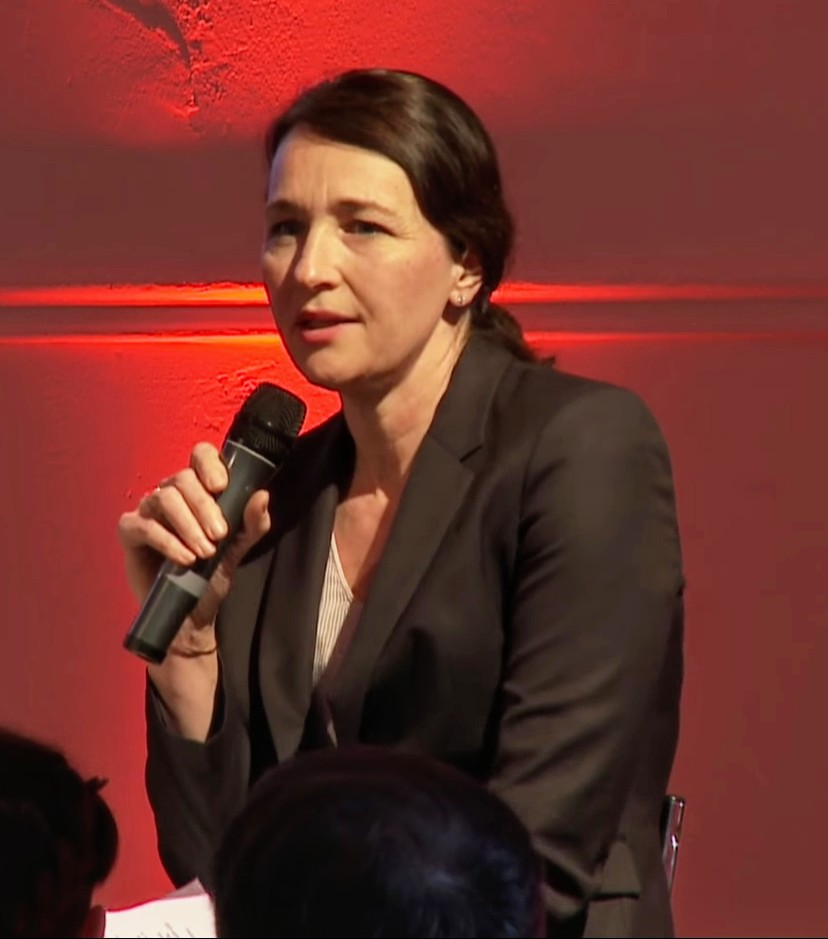
Silja Vöneky (2018)

Silja Vöneky (* 1969 in Stuttgart) ist eine deutsche Rechtswissenschaftlerin und Völkerrechtlerin. Sie lehrt als Professorin für Völkerrecht, Rechtsethik und Rechtsvergleichung an der Albert-Ludwigs-Universität Freiburg.

## Leben und Leistungen
Vöneky studierte von 1989 bis 1991 Rechtswissenschaften und Rechtsphilosophie an der Universität Freiburg, der Universität Bonn (1991 bis 1992), der University of Edinburgh (1992 bis 1993) und der Universität Heidelberg (1993 bis 1995). Zum juristischen Vorbereitungsdienst wechselte sie in den Bezirk des Kammergerichts (Berlin).
Vöneky promovierte am Max-Planck-Institut für ausländisches öffentliches Recht und Völkerrecht in Heidelberg bei Rüdiger Wolfrum mit einer Arbeit zum Schutz der Umwelt in bewaffneten Konflikten und arbeitete dort zunächst als Referentin, dann als Leiterin einer unabhängigen Max-Planck-Forschungsgruppe zur „Demokratischen Legitimation ethischer Entscheidungen“. Im Rahmen dieser Forschungen prägte Vöneky den Begriff der „Ethisierung des Rechts“. 2009 habilitierte sie sich an der Universität Heidelberg mit einer Schrift über Recht, Moral und Ethik und Fragen demokratische Legitimation und erhielt die Lehrbefugnis für die Fächer Öffentliches Recht, Völkerrecht, ausländisches öffentliches Recht, Europarecht und Rechtsphilosophie.
Seit 2010 ist Vöneky Professorin und Inhaberin eines Lehrstuhls für Öffentliches Recht, Völkerrecht und Rechtsethik an der Universität Freiburg. Sie lehrt in diesen Bereichen und forscht im Umwelt- und Seevölkerrecht, Kriegsvölkerrecht, Biosicherheits- und Biomedizinrecht. Ihre interdisziplinären Arbeiten umfassen das Zusammenspiel von Ethik und Recht und Fragen der Eingrenzung existentieller Risiken durch Forschung und Technik. Sie berät seit 2001 Ministerien in Deutschland, wie das Auswärtige Amt, das Bundesforschungsministerium, das Bundesumweltministerium, und das Umweltbundesamt unter anderem zum Umweltvölkerrecht und zum Recht der Antarktis. Als Rechtsberaterin der deutschen Delegation war sie seit 2001 an den Verhandlungen und der Vereinbarung des Haftungsannex zum Umweltschutzprotokoll des Antarktisvertrages beteiligt.
2017 ist sie auf Vorschlag der Rechtsabteilung des Auswärtigen Amts in den völkerrechtlichen Beirat des Auswärtigen Amts berufen worden und wurde in die Schiedsrichterliste des Ständigen Schiedsgerichtshofs (Permanent Court of Arbitration (PCA), Den Haag) aufgenommen.
Zuvor war sie 2012 für vier Jahre auf Vorschlag der Bundesregierung zum Mitglied des Deutschen Ethikrates ernannt worden; sie leitete die Arbeitsgruppe des Ethikrates zur Biosicherheit (Biosecurity), die – im Auftrag des Wissenschafts- und Gesundheitsministeriums – 2014 eine Stellungnahme zur Regulierung von biosicherheitsrelevanter Forschung verfasste, die international u. a. für die Regulierung von Gain-of-Function Studies of Concern (GOFsoc) Beachtung fand.
Vöneky ist im Rahmen ihrer ehrenamtlichen Tätigkeiten Mitglied des Ethikrates der Max-Planck-Gesellschaft, Mitglied der wissenschaftlichen Kommission über Wissenschaftsethik der Leopoldina (Nationale Akademie der Wissenschaften Deutschlands) und Mitglied des Kuratoriums der Bundesanstalt für Geowissenschaften (BGR).
Am 18. Juli 2024 wurde Vöneky mit 124 von 141 Stimmen vom Landtag von Baden-Württemberg zur Richterin am Verfassungsgerichtshof für das Land Baden-Württemberg gewählt.
Vöneky war zudem unter anderem Gründungsmitglied der Cambridge Working Group (USA). 2015/16 war Silja Vöneky Visiting Fellow des Human Rights Programs der Harvard Law School und forscht seitdem zu dem Thema „Human Rights and Governance of Existential Risks“ im Zusammenhang mit „Human Rights, Legitimacy, and Democracy in the 21st Century“.
Die Arbeit zu Fragen der Risiko-Governance auf der Grundlage des Völkerrechts setzte Vöneky im Wintersemester 2018 für ein Jahr als Fellow der 2018–2019 FRIAS Forschungsgruppe zu Responsible Artificial Intelligenz (Emerging ethical, legal, philosophical and social aspects of the interaction between humans and autonomous intelligent systems) fort.
Vöneky ist verheiratet und Mutter eines Sohnes.

## Schriften
- Implementation and Enforcement of International Humanitarian Law, Chapter 14, in D. Fleck (Hrsg.), The Handbook of International Humanitarian Law, 3. Auflage, 2013, S. 647–700
- Art. 216 AEUV – Internationale Übereinkünfte und Vertragsschlusskompetenz, in E. Grabitz, M. Hilf, M. Nettesheim (Hrsg.), Das Recht der Europäischen Union, Kommentar, 2011, S. 18 (mit B. Beylage-Haarmann)
- S Art. 217 AEUV – Assoziierungsabkommen, in E. Grabitz, M. Hilf, M. Nettesheim (Hrsg.), Das Recht der Europäischen Union, Kommentar, 2011, S. 47 (mit B. Beylage-Haarmann)
- Recht, Moral und Ethik – Grundlagen und Grenzen demokratischer Legitimation für Ethikgremien, 2010, S. 699 (Habilitation Universität Heidelberg)
- Die Fortgeltung des Umweltvölkerrechts in internationalen bewaffneten Konflikten, 2001, S. 593 (Diss. Universität Heidelberg)
- mit B. Beylage-Haarmann, A. Höfelmeier, A.-K. Hübler (Hrsg.), Ethics and Law – The Ethicalization of Law / Ethik und Recht – Ethisierung des Rechts, Springer, Berlin 2013, ISBN 978-3-642-37089-2
- mit H. Hestermeyer, D. König, Nele Matz-Lück, V. Röben, A. Seibert-Fohr, T. Stoll (Hrsg.), Coexistence, Cooperation and Solidarity, 2 Bände, 2012
- mit H. Hestermeyer, N. Matz-Lück, A. Seibert-Fohr (Hrsg.), Law of the Sea in Dialogue, 2011,
- mit J. von Achenbach, M. Clados, C. Hagedorn (Hrsg.), Legitimation ethischer Entscheidungen im Recht – Interdisziplinäre Untersuchungen, 2009
- mit R. Wolfrum (Hrsg.), Human Dignity and Human Cloning, 2004,
- mit Ch. Walter, V. Röben, F. Schorkopf (Hrsg.), Terrorism as a Challenge for National and International Law: Security versus Liberty? 2004,
- Biosecurity – Freedom, Responsibility, and Legitimacy of Research, Ordnung der Wissenschaft 2/2015
- Security Interests, Espionage, and the Right to Privacy in the Machine Age: The Framework of International Law, in R. Miller (Hrsg.), forthcoming
- Das Recht der Biomedizin auf dem Prüfstand des EGMR – Grundrechtseingriffe und die Lehre vom weiten Beurteilungsspielraum des nationalen Gesetzgebers, In: MedR 32 (2014), S. 704–711
- Foundations and Limits of an Ethicalization of Law, in F. Battaglia, N. Mukerji, J. Nida-Rümelin (Hrsg.), Rethinking Responsibility in Science and Technology, 2014, S. 183–202
- mit A. Höfelmeier: Rechtsfragen bei Forschungsaktivitäten über dem Festlandsockel der Arktis und Antarktis, Ordnung der Wissenschaft, 2014, S. 43–54
- Der Einfluss völkerrechtlicher Rahmenbedingungen auf die Entwicklung sozialer staatlicher Strukturen, in R. Stürner, A. Bruns (Hrsg.), Globalisierung und Sozialstaatsprinzip, 2014, S. 63–81
- Verfassungsrecht und völkerrechtliche Verträge, in P. Kirchhof, J. Isensee (Hrsg.), Handbuch des Staatsrechts, Bd. 11, 2013, § 236
- Recht, Moral und Ethik, in T. Puhl et al. (Hrsg.), Leitgedanken des Rechts: Paul Kirchhof zum 70. Geburtstag, 2013, S. 333–350
- Grundlagen und Grenzen der Ethisierung des Völkerrechts, in S. Vöneky et al. (Hrsg.), Ethics and Law – The Ethicalization of Law / Ethik und Recht – Ethisierung des Rechts, 2013, S. 129–148
- Armageddon oder Rechtsbewährung in der Krise? Das deutsche Finanzmarktstabilisierungsfondsgesetz mit seinen internationalen Bezügen, in A. Bruns et al. (Hrsg.), Festschrift für Rolf Stürner zum 70. Geburtstag, 2013, S. 1959–1974
- Rechtlich begrenzte Zukunftsforschung? Die Totalsequenzierung des menschlichen Genoms aus der Perspektive des internationalen und nationalen Rechts, in R. Schenke et al. (Hrsg.), Verfassungsstaatlichkeit im Wandel, Festschrift für Thomas Würtenberger, 2013, S. 591–608
- The Fight against Terrorism and the Rules of International Law – Comment on papers and Speeches of John B. Bellinger, Chief legal Advisor to the United States department, in R. A. Miller (Hrsg.), Comparative Law as Transnational Law, A Decade of the German Law Journal, 2012, S. 353–362
- Francis Lieber (1798–1872), in B. Fassbender, A. Peters, S. Peter (Hrsg.), The Oxford Handbook of the History of International Law, 2012, S. 1137–1141
- mit M. Chang und H. C. Wilms: Organisierte Sterbehilfe und Suizidbeihilfe – Internationales Recht in der zweiten Hälfte des 20. Jahrhunderts, Analyse und Vergleich, in W.U. Eckart, M. Anderheiden (Hrsg.), Handbuch Sterben und Menschenwürde, Band 3, 2012, S. 1479–1514
- S. Vöneky, Völkerrecht und Ethik – Ethisierung des Völkerrechts, Ancilla Iuris, Special Issue: International Law and Ethics, 2012, S. 1–15
- Das Ende der Unschuld? Völkerrechtliche Aspekte des Einsatzes militärischer Gewalt durch Truppen der Bundeswehr am Beispiel Afghanistans, in H. Hestermeyer, D. König, N. Matz-Lück, V. Röben, A. Seibert-Fohr, T. Stoll, S. Vöneky (Hrsg.), Coexistence, Cooperation and Solidarity, Band II, 2012, S. 1309–1325
- Ethische Standards im Wissenschaftsrecht, in W. Löwer et al. (Hrsg.), Wissenschaftsrecht, Beiheft, 21/2012, S. 68–96
- Analogy in International Law, in R. Wolfrum (Hrsg.), Max Planck Encyclopedia of Public International Law, Band I, 2012, S. 374–380
- mit R. Wolfrum: Environment, Protection in Armed Conflict, in R. Wolfrum (Hrsg.), Max Planck Encyclopedia of Public International Law, Band III, 2012, S. 509–518
- Armed Conflict, Effect on Treaties, in R. Wolfrum (Hrsg.), Max Planck Encyclopedia of Public International Law, Band I, 2012, S. 606–612
- Antarctica, in R. Wolfrum (Hrsg.), Max Planck Encyclopedia of Public International Law, Band I, 2012, S. 418–435 (mit S. Addison-Agyei)
- Ethisches Expertentum und moralischer Autoritarismus, in S. Vöneky, C. Hagedorn, M. Clados, J. von Achenbach (Hrsg.), Legitimation ethischer Entscheidungen im Recht – Interdisziplinäre Untersuchungen, 2009, S. 85–98 (Eine gekürzte Fassung dieses Aufsatzes wurde abgedruckt in der Neuen Zürcher Zeitung (Internationale Ausgabe), Die Grenzen der Argumentationskraft, 28. März 2008, S. 29)
- Die Zustandshaftung von Unternehmen – eine Fortführung der Dogmatik des Bundesverfassungsgerichts, DÖV 10 (2003), S. 400–407
- mit R. Wolfrum: Die Reform der Friedensmissionen der Vereinten Nationen und ihre Umsetzung nach deutschem Verfassungsrecht, ZaöRV 62 (2002), S. 596–607
- mit T. Stoll: The Swordfish Case – Law of the Sea vs. Trade, ZaöRV 62 (2002), S. 21–37
- mit M. Rau: Die völkerrechtliche Praxis der Bundesrepublik Deutschland im Jahre 1999, ZaöRV 61 (2001), S. 877–1105
- Peacetime Environmental Law as Basis of State Responsibility for Environmental Damage caused by War, in J. Austin, C. Bruch (Hrsg.), The Environmental Consequences of War, 2000, S. 269–330
- Globalisierung und soziale Menschenrechte, Grenzen von Unternehmensaktivitäten, insbesondere am Beispiel der Arzneimittelforschung in Schwellen- und Entwicklungsländern, in S. Vöneky (Hrsg.), FIP 10/2013, S. 22
- Rechtliche und rechtsethische Aspekte des Umgangs mit Intersexualität, Stellungnahme für den Deutschen Ethikrat, in S. Vöneky (Hrsg.), FIP 6/2011, S. 50 (mit H. C. Wilms)
- German Ethics Council, Biosecurity – Freedom and Responsibility of Research, 2014, (S. Vöneky, Ko-Autor), ethikrat.org